# Denzen Aōdō
Denzen Aōdō (?, 亜欧堂 田善; Sukagawa, 1748 – Sukagawa, 25 giugno 1822) è stato un pittore e incisore giapponese.

## Biografia
Denzen fu uno dei pochi artisti nipponici ad usare tecniche di pittura e di incisione occidentali.
Fu allievo, sia per il pennello sia per il bulino, di Shiba Kōkan, ma superò presto il maestro e grazie all'aiuto influente di Matsudaira Sadanobu, consigliere capo dello shōgun, poté frequentare le tenenze della marina russa che entravano in contatto con le coste settentrionali del Giappone, per altro ancora chiuso in un isolazionismo, e studiare, ispirandosi e ricevendone l'influenza, alle incisioni a bulino e alle acqueforti veneziane, tedesche e olandesi contemporanee.
Una sua calcografia di cm 42x42, intitolata il Dragone nelle nuvole, divenne popolarissima, e stampata su seta ornò le grandi cinture dorsali delle donne.
Fu un artista geniale dato che la sua arte era incentrata sui motivi della tematica tradizionale, però veniva eseguita seguendo le tecniche importate dall'Occidente.

## Opere
- Dragone nelle nuvole.

### Dipinti

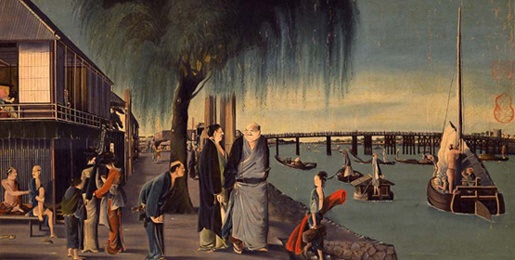
Al ponte Ryogoku
Paesaggio con il Monte Asama
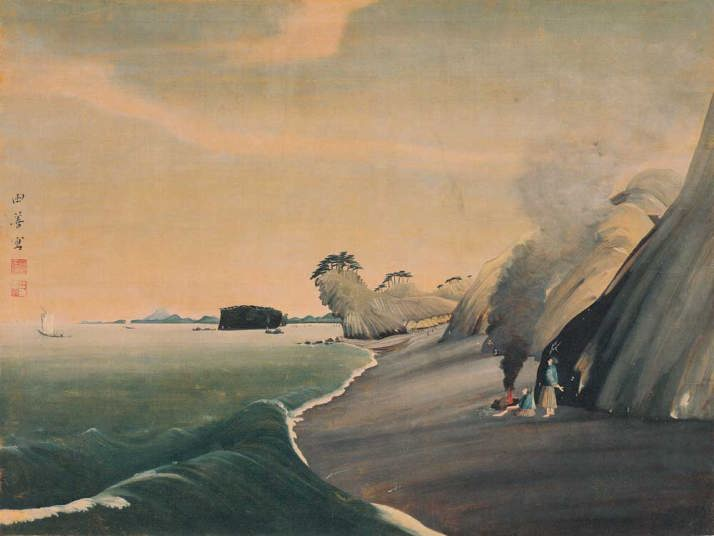
Shichirigahama
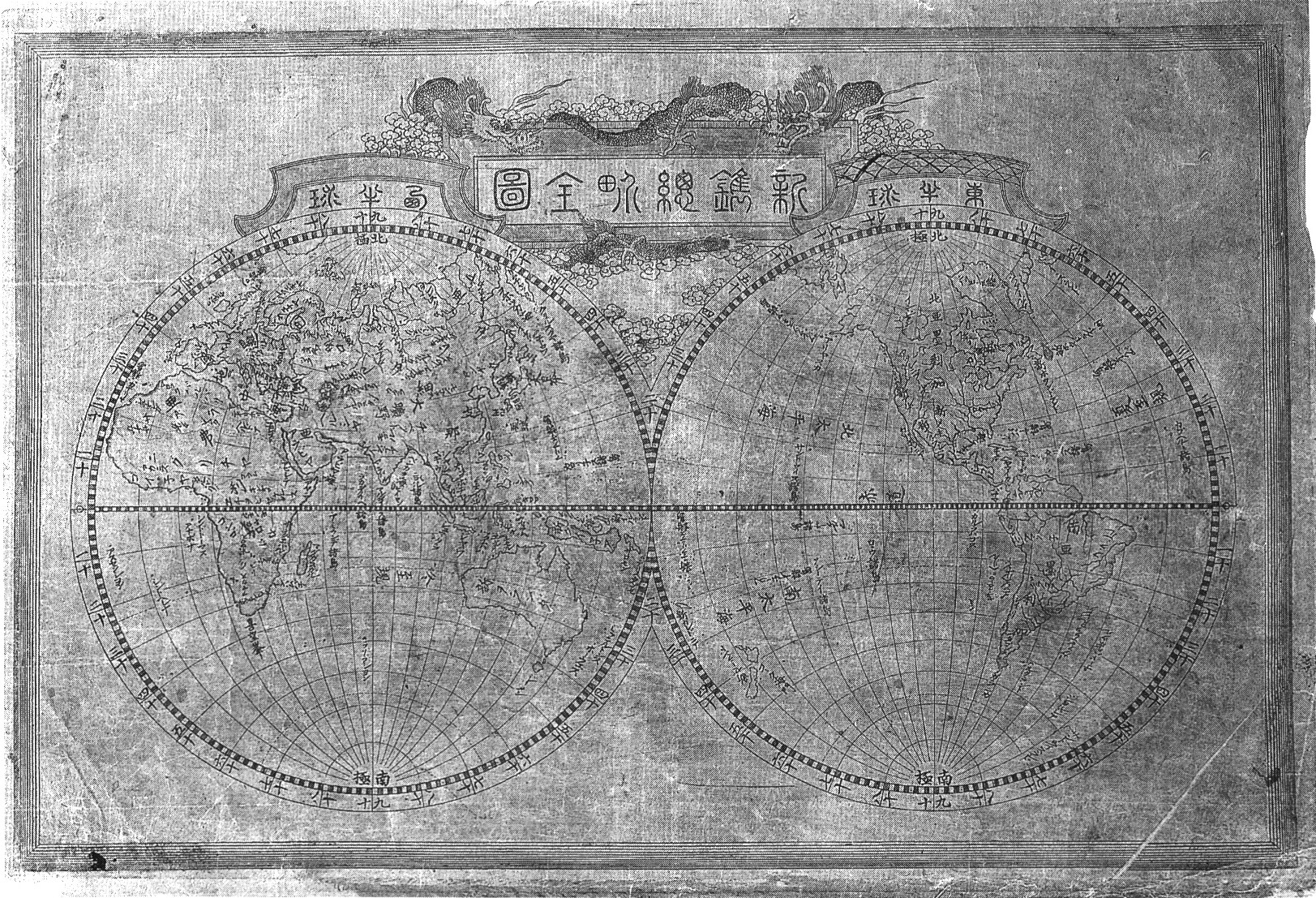
Mappa del mondo

### Acqueforti

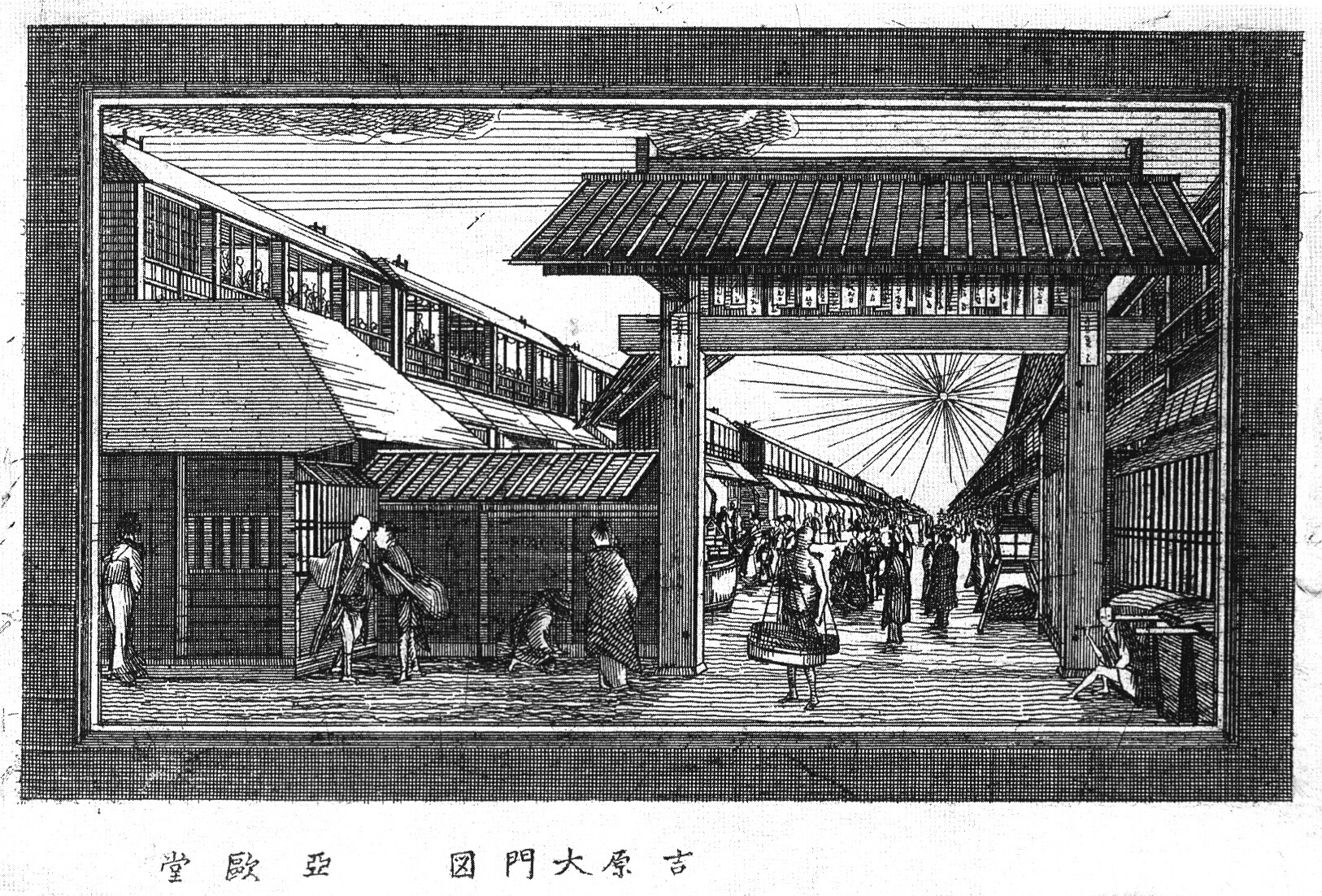
Ingresso a Yoshiwara
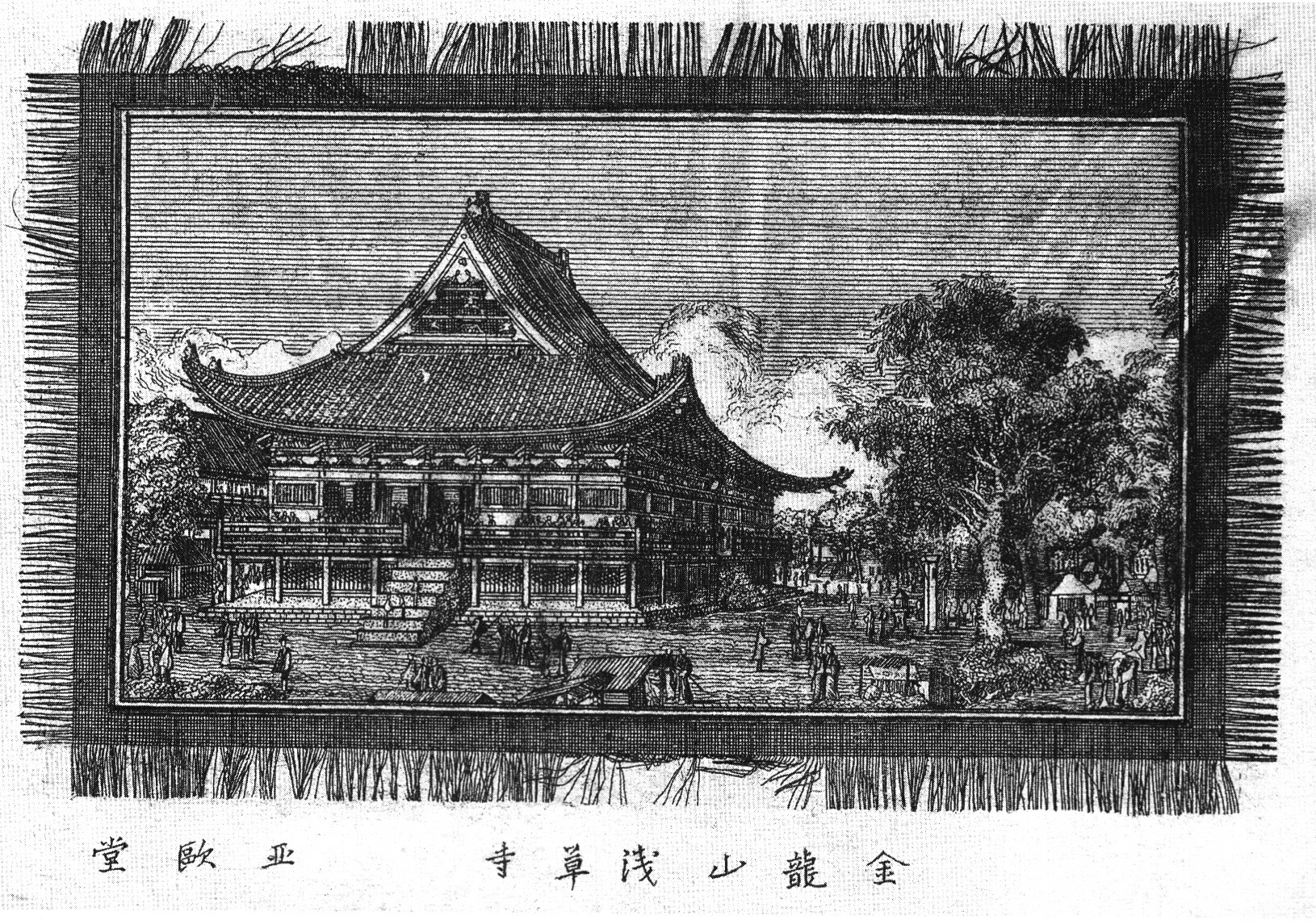
Kinryūsan (Sensō-ji)
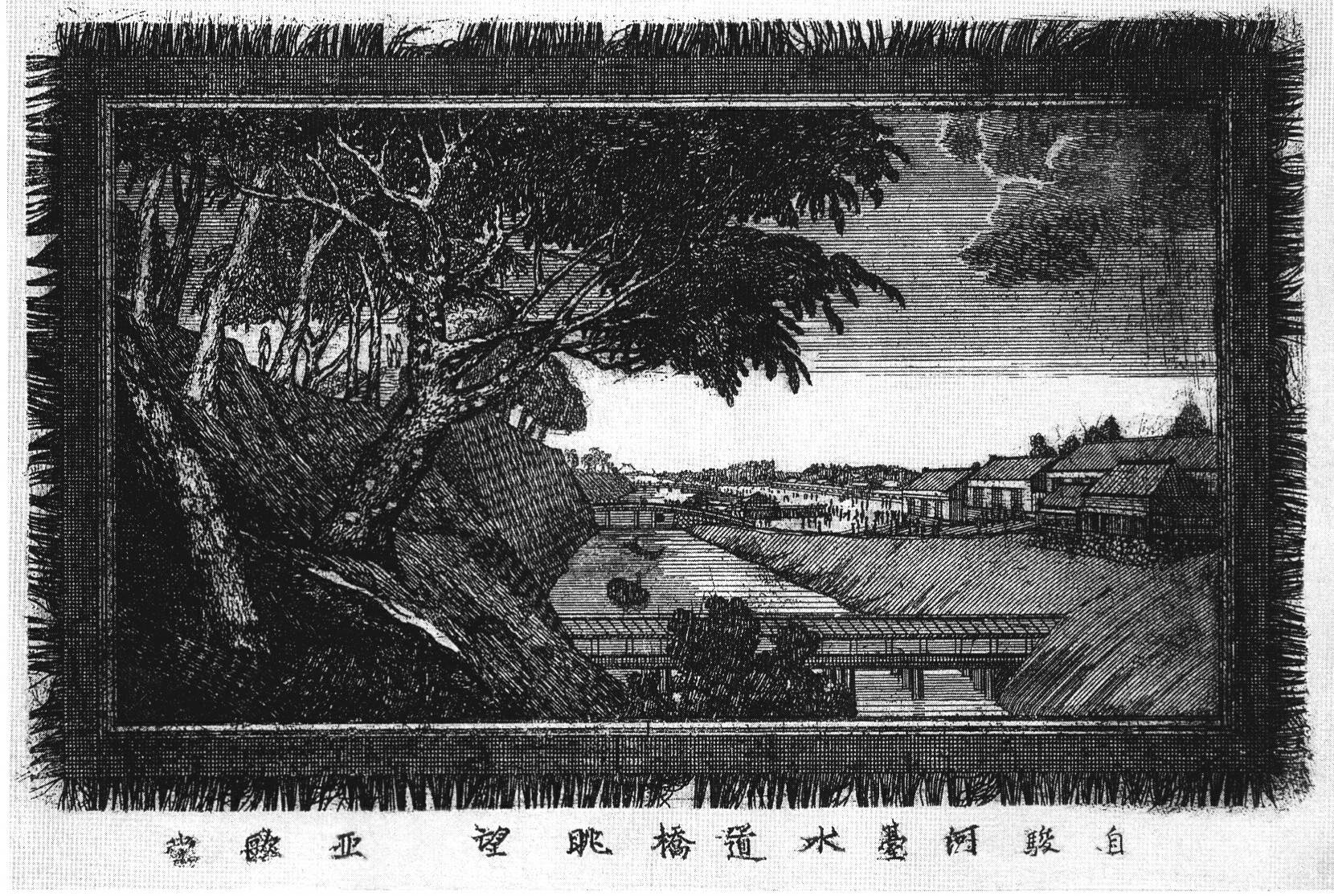
Surugadai e Suidōbashi
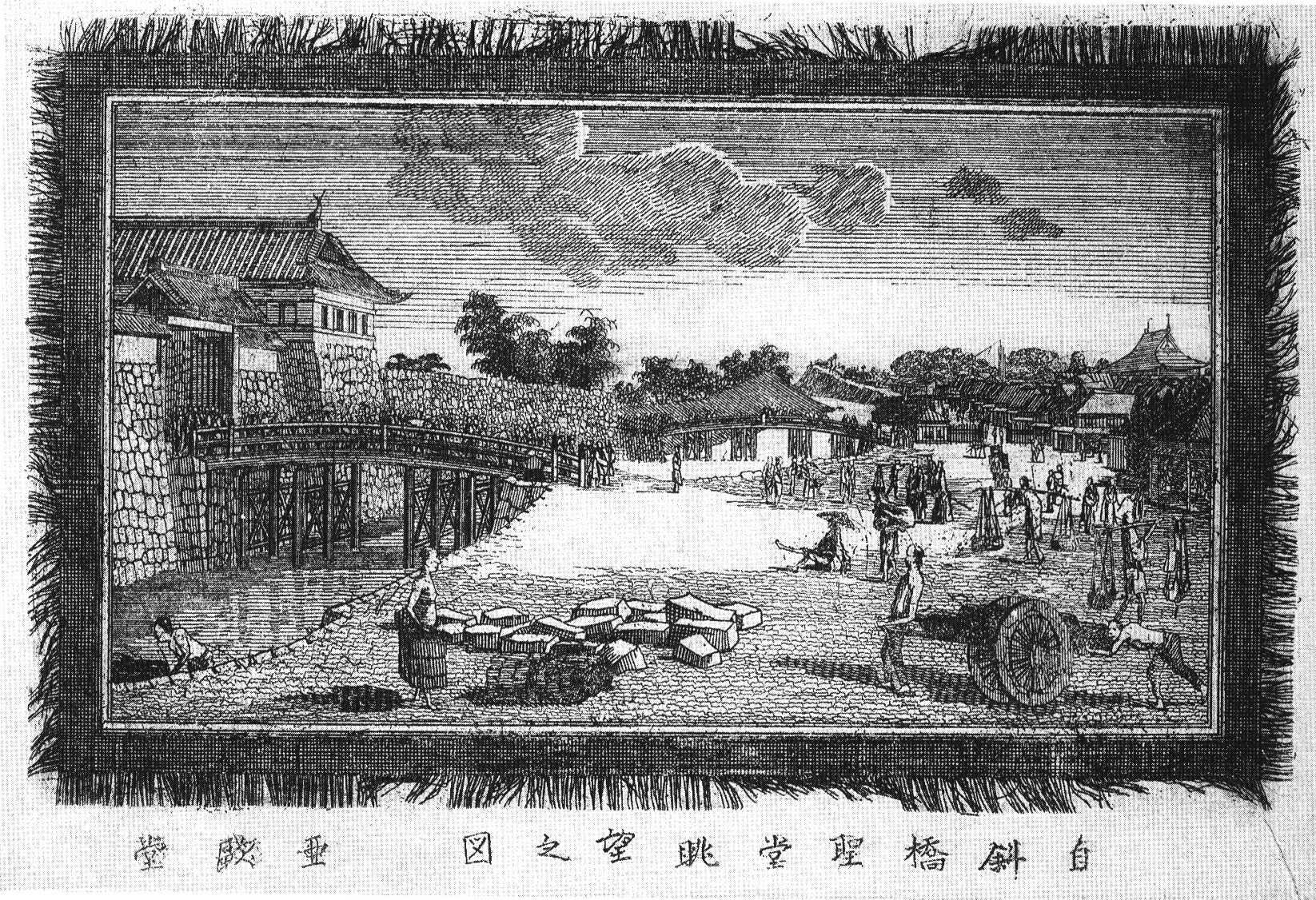
Fosso esterno e Yushima Seidō (all'estrema destra nella parte posteriore)